# Arum creticum
Arum creticum är en kallaväxtart som beskrevs av Pierre Edmond Boissier och Theodor Heinrich von Heldreich. Arum creticum ingår i Munkhättesläktet och i familjen kallaväxter. Inga underarter finns listade.

## Bildgalleri

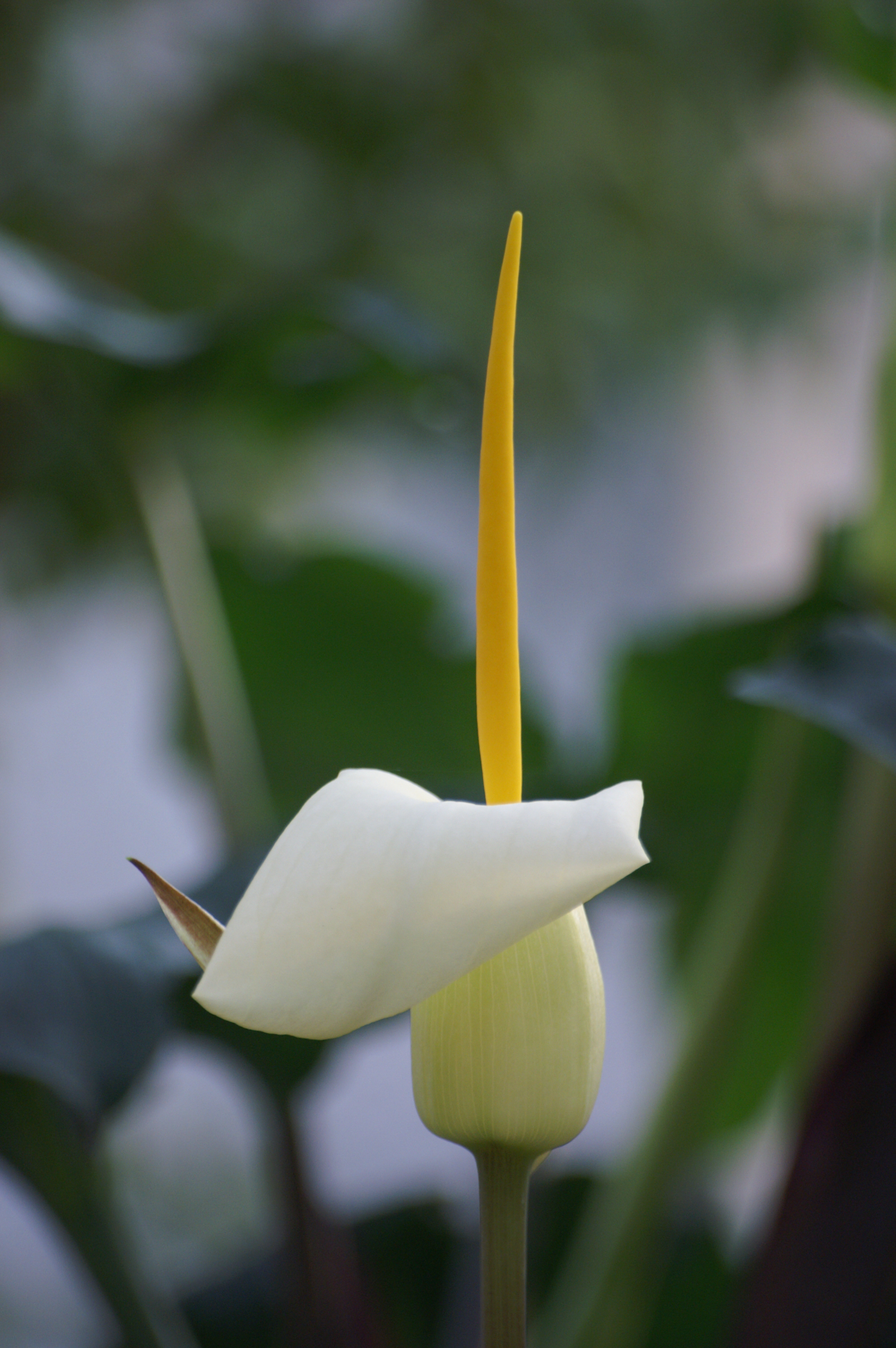
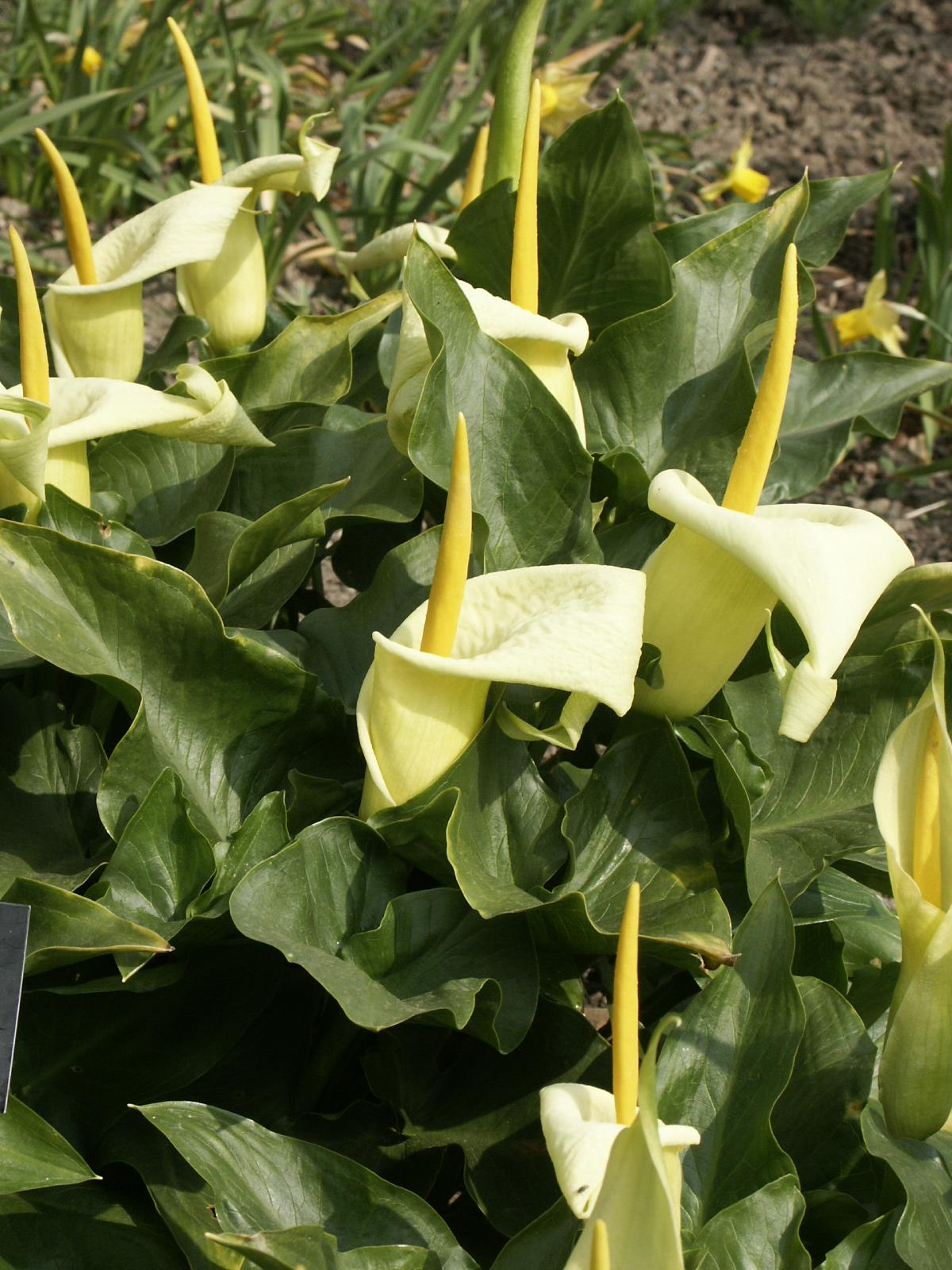
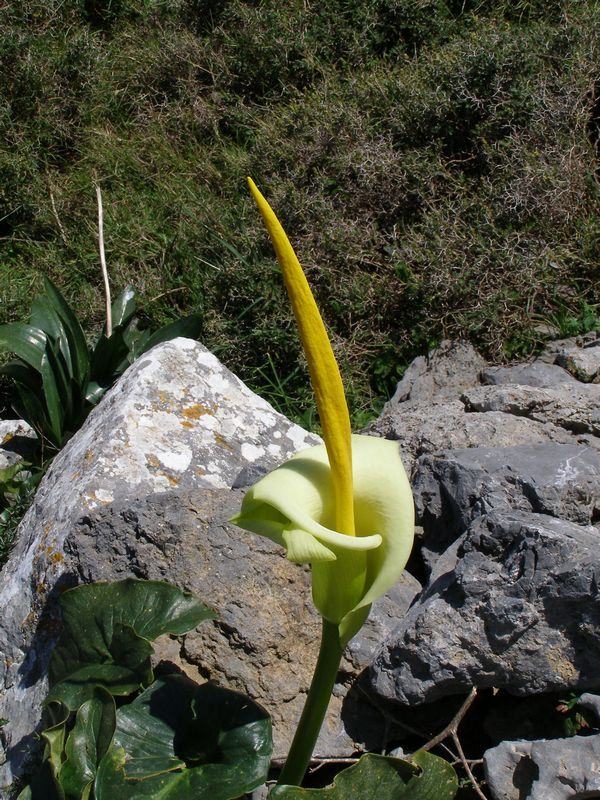